# Hollókeselyű
A hollókeselyű (Coragyps atratus) a madarak (Aves) osztályában újvilági keselyűalakúak (Cathartiformes) rendjébe sorolt újvilági keselyűfélék (Cathartidae) családjába tartozó Coragyps madárnem egyetlen élő faja, tehát típusfaja is egyben. Korai leírása már a maja kódexekben is megjelenik.
A ma is élő hét újvilági keselyűféle egyike. Előfordulási területe az Amerikai Egyesült Államok délkeleti részétől egészen Chile középső részéig, illetve Uruguayig tart – ez a terület kisebb, mint rokonáé, a pulykakeselyűé (Cathartes aura), ami egyaránt költ Kanadában és Dél-Amerika déli csücskén, a Tűzföldön is. Megjelenése és angol neve (black vulture) ellenére nem közeli rokona sem a barátkeselyűnek (Aegypius monachus) (angolul: Eurasian black vulture), sem bármily más óvilági keselyűformának (Aegypiinae), lévén az óvilági alcsalád a vágómadárfélék (Accipitridae) családjába tartozik. Főleg a nyíltabb területeket kedveli, mint például az olyan füves pusztákat, amelyeket ritkább erdők és bozótosok tarkítanak. Szárnyának fesztávolsága valamivel kevesebb, mint 150 centiméter. Bár meglehetősen nagytestű madár, a többi újvilági keselyűnél kisebb. Tollazata teljesen fekete. A feje és nyaka teljesen csupasz, szürke. Csőre rövid, de kampós.
A család többi tagjához hasonlóan elsődlegesen dögevő, azaz az elpusztult állatok tetemeivel táplálkozik. Emellett eszik tojásokat és zsákmányol újszülött állatokat is. Emberi lakóhelyek környékén étrendjét a szeméttelepeken egészíti ki. Táplálékkereséskor főképp éles látására hagyatkozik vagy más, jobb szaglású keselyűket követ. Mivel nincs alsó gégefője (syrinx), alig ad hangot, az is főképp sziszegés vagy mély torokhang. Tojásait barlangokba, odvakba, vagy ezek hiányában egyenest a talajra rakja le. Évente általában két fiókát nevel, őket visszaöklendezett táplálékkal eteti. Az USA-ban a vándormadarakról 1918-ban létrehozott szerződéssel (Migratory Bird Treaty Act of 1918) védetté nyilvánították.

## Neve

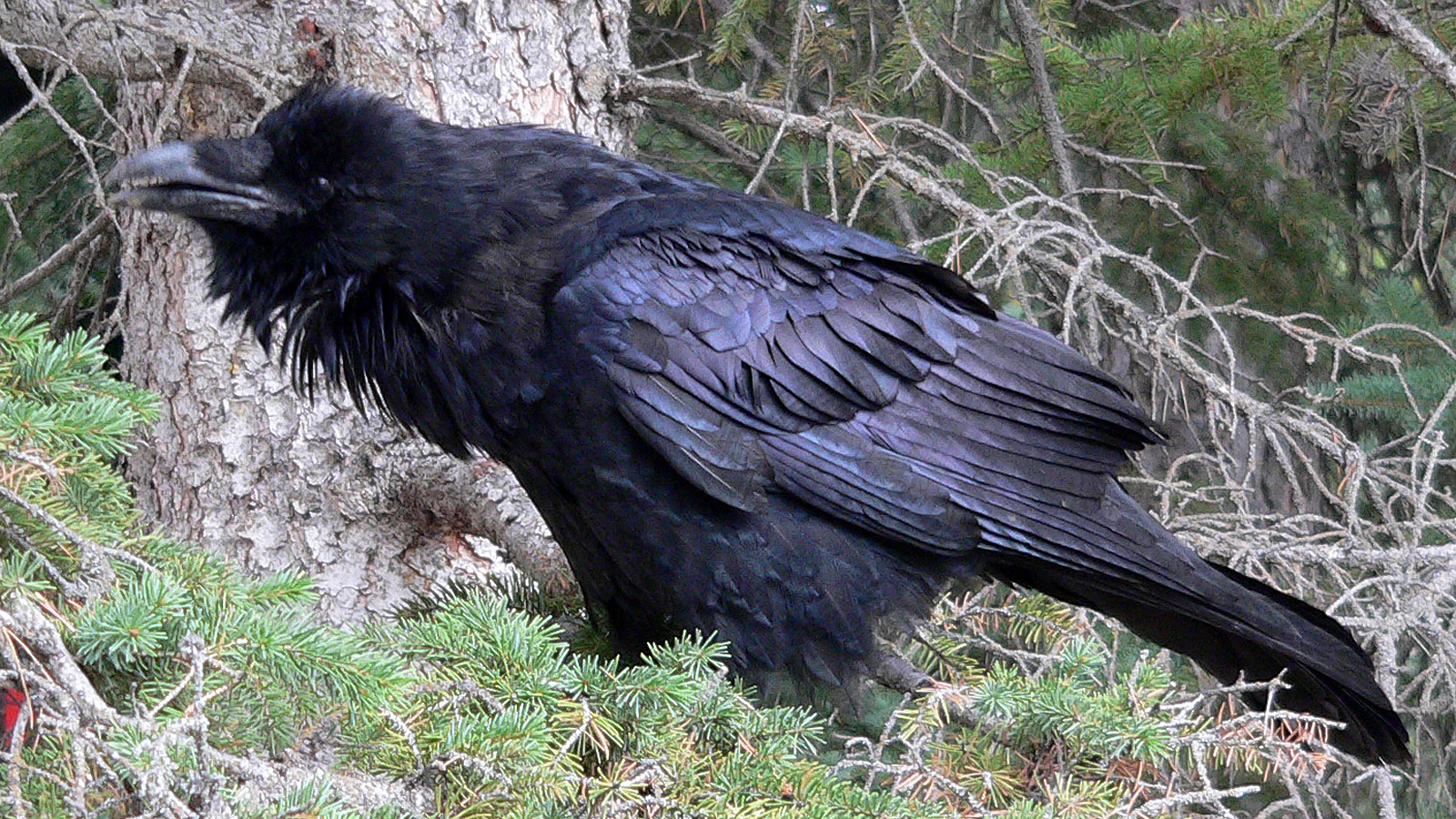
Hollófekete; a madár színe miatt kaphatta magyar nevét ez a keselyű

Neve a legtöbb nyelven – angolul black vulture, spanyolul buitre negro stb. – „fekete keselyűt” jelent, ezért valószínű, hogy a hollókeselyű magyar név is a madár hollófekete színére utal. Egyébként a „vulture” és a „buitre” is a „tépőt” jelentő latin vulturus alakból származik, és táplálkozásának módjára utalva. A tudományos fajneve, azaz az atratus szintén latin eredetű, ater= „fekete”; tehát atratus= „feketébe öltözött” – újból a madár színére utalva. A nemének a neve szintén tollazatának a színére utal, Coragyps= „holló-keselyű”; de ezúttal a görög nyelvből: koraksz= „holló” (latinosan corax) és gyps= „keselyű”. Családjának tudományos neve, a Cathartidae, szó mely görög eredetű: kathartēs= „tisztító”, „eltakarító”.

## Rendszertani besorolása
A hollókeselyűnek és hat élő rokonának, azaz az újvilági keselyűféléknek (Cathartidae) a pontos rendszertani besorolása még manapság is bizonytalan. Habár az újvilági keselyűfélék és az óvilági keselyűformák (Aegypiinae) megjelenésben igen hasonlítanak, sőt ugyanazt a dögevő életmódot folytatják, a két család nem áll közelebbi rokonságban egymással. Más-más ősökből fejlődtek ki, és a hasonlóság csak a konvergens evolúció műve. A két madárcsoport közti rokonsági kapcsolat jelenleg is vita tárgya. Korábban az újvilági keselyűféléket a gólyaalakúak (Ciconiiformes) rendjébe helyezték, mivel néhány gólyafajjal is mutatnak hasonlóságot úgy megjelenésben, mint életmódban. A közelmúltban olyan elmélet is született, mely szerint a újvilági keselyűféléket és az óvilági keselyűformákat a sólyomalakúak (Falconiformes) közé kéne besorolni, vagy új, azaz külön rendet megalkotni a számukra. Az Amerikai Madarászok Egyesületének (American Ornithologists' Union) a dél-amerikai rendszertani bizottsága kivonta az újvilági keselyűféléket a gólyaalakúak közül és incertae sedisnek, azaz „bizonytalan helyzetűnek” minősítette e madárcsoportot; de továbbá megjegyzésként odatette, hogy az újvilági keselyűfélék talán átmozgathatóak a sólyomalakúak rendjébe, vagy létrehozható számukra egy külön rend, az úgynevezett újvilági keselyűalakúak (Cathartiformes).

## Kifejlődése és a fosszilis rokona

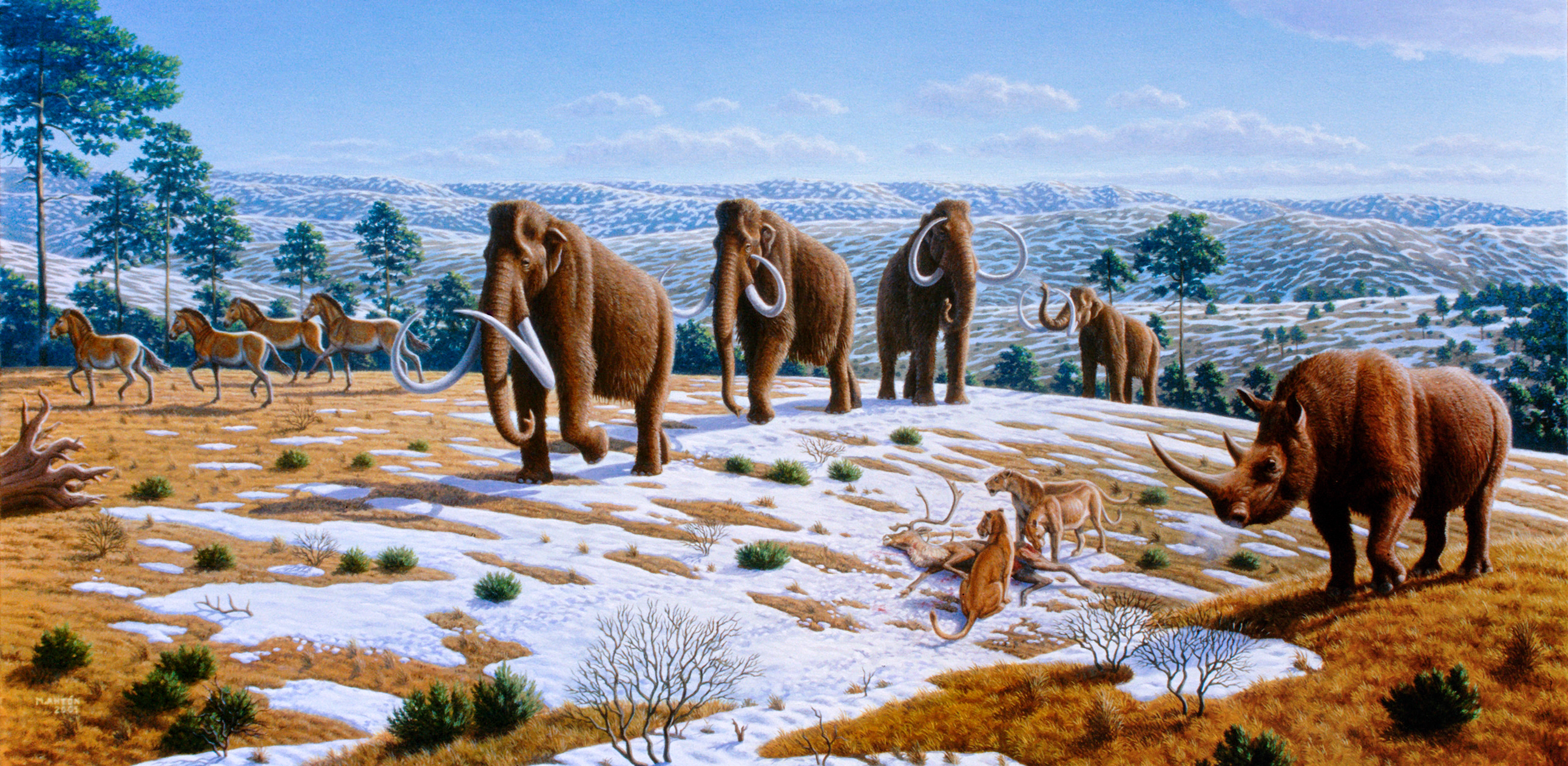
Az elmélet szerint a C. occidentalis a pleisztocén megafauna kihalásával egy időben „zsugorodott” hollókeselyűvé

A Coragyps occidentalis (laikus nevein: pleisztocén kori hollókeselyű vagy nyugati hollókeselyű) a kora és a késő pleisztocén között élt ugyanott, ahol manapság kisebb rokona. Nagyon hasonlított a mai fajra, de 10-15%-kal nagyobb volt, emellett csőre szélesebb és laposabb volt a mai fajénál. Mivel megjelenésben és életmódban igen hasonlít a két faj egymásra, a kutatók szerint a fosszilis faj a mainak az őse. A pleisztocén megafauna a Würm-glaciális, ismertebb nevén a legutóbbi jégkorszak idején pusztult ki. A nehezebb körülmények között a Coragyps occidentalis nemzedékeken át egyre kisebb lett, amíg a mai hollókeselyűbe nem fejlődött. Ezt a feltételezést több jól megőrzött maradvány is alátámasztja, mint például az oregoni Celilo-vízesésnél és a kaliforniai La Brea-kátránytónál találtak is. Az átalakulásnak a legutóbbi folyamatát a kontinensre érkező paleoindiánok is láthatták, mintegy 8-9000 évvel ezelőtt.
A különböző fosszilis és szubfosszilis maradványok – további kutatások nélkül – nem tulajdoníthatók a pleisztocén kori vagy a mai fajnak. A fosszilis faj különböző állománybeli példányai között is ugyanolyan méretbeli eltérések vannak, mint a feltételezett utódának alfajai között is. Emiatt 1968-ban, Hildegarde Howard amerikai paleoornitológus szétválasztotta a Mexikóban talált – hollókeselyű méretű – maradványokat az Amerikai Egyesült Államokétól, ennek következtében a fosszilis fajnak létrejött két alfaja: a Coragyps occidentalis mexicanus és a Coragyps occidentalis occidentalis. A C. occidentalis déli példányai ugyanolyan méretűek, mint a mai északon élő hollókeselyűk, csak a fosszilis madaraknak laposabb és szélesebb volt a csőrük. Ez a megkülönböztetés is csak akkor érvényes, ha pontosan tudjuk a maradványok megtalálási helyét.
Más kutatók ezt a szóban forgó fosszilis fajt a mai hollókeselyű paleoalfajának vélik, hiszen nem egy faj vált ketté, hanem az egyik átalakult a másikba, azaz a kettő között alig van különbség.

## Előfordulása

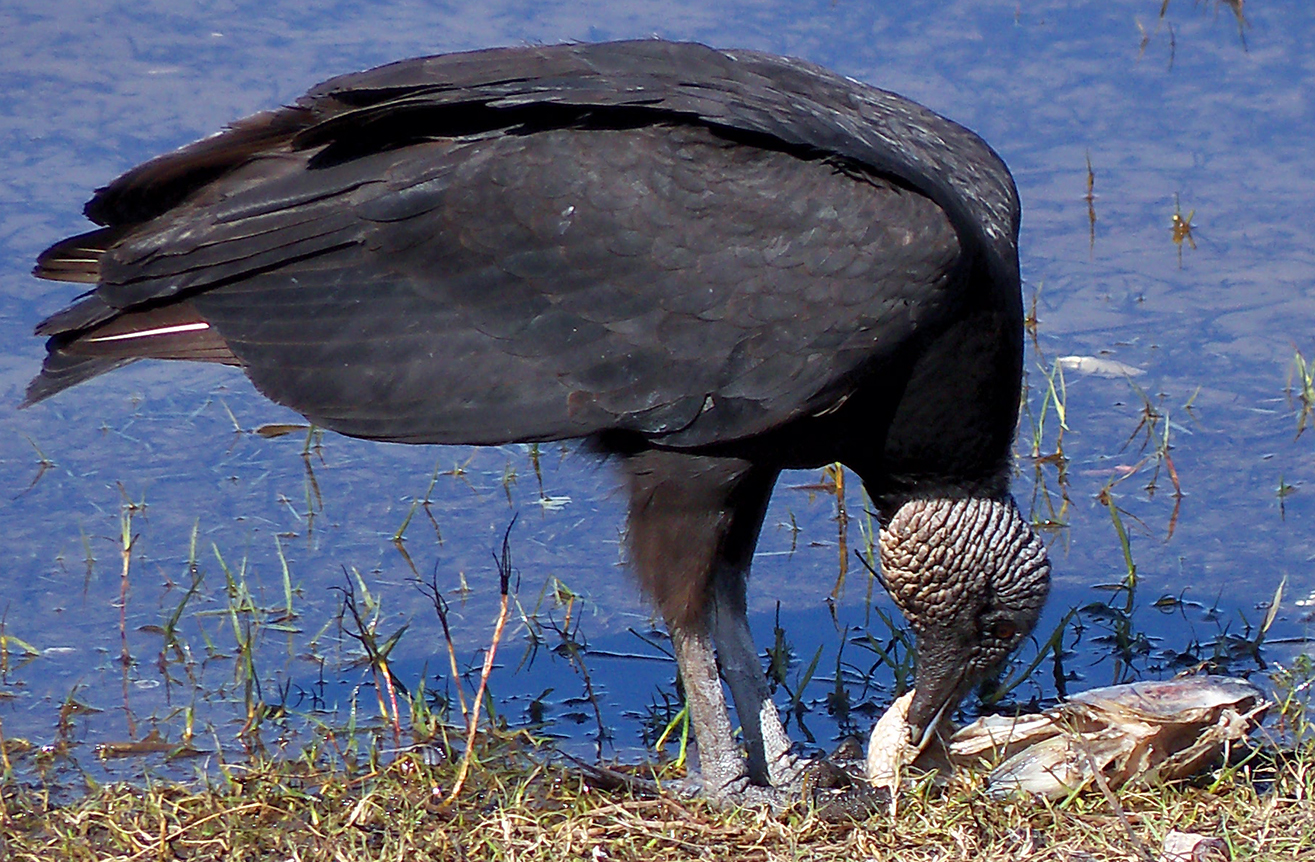
Nagy előfordulási területe miatt egyaránt megtalálható Floridában...

A hollókeselyűnek nearktikus és neotrópikus előfordulása van, ami azt jelenti, hogy ez a dögevő madárfaj az Amerikai Egyesült Államokbeli New Jerseytól kezdve az USA déli államain, Mexikón és a közép-amerikai országokon keresztül egészen Dél-Amerikáig lelhető fel. Az elterjedési területén belül nemigen költözik, vagyis nem vándorol; kivételt képeznek a legészakibb állományok, melyek a tél közeledtével valamivel délebbre vonulnak, és azok a példányok, melyeknek élőhelye különböző okok miatt már nem elégíti ki a fennmaradásuk igényeit, és emiatt arrább repülnek. Dél-Amerikában az előfordulási területe Chile középső részéig, valamint Argentínáig nyúlik le. Ritka kóborlóként a Karib-térség egyes szigetén is megfigyelhető. Az olyan nyílt terepeket részesíti előnyben, ahol ritkás erdők és bozótosok is vannak. Ezek hiányában megelégszik a láperdőkkel, a cserjésekkel, a füves pusztákkal, legelőkkel, láprétekkel, mocsarakkal és az erdőirtások maradványaival is. Mivel elsősorban az alföldeken levő élőhelyeket kedveli, a hegységekben ritkának számít. Amikor megpillantjuk, vagy a levegőben vitorlázik, vagy egy kerítésoszlopon vagy elhalt fán figyeli a környezetét.
A hollószerű megjelenése miatt egy uruguayi szorost Quebrada de los Cuervos-nak neveztek el, melynek magyar jelentése: „a hollók szorosa”. Ebben az uruguayi szorosban a hollókeselyűk mellett pulykakeselyűk és kis sárgafejű keselyűk (Cathartes burrovianus) is élnek.

### Alfajai

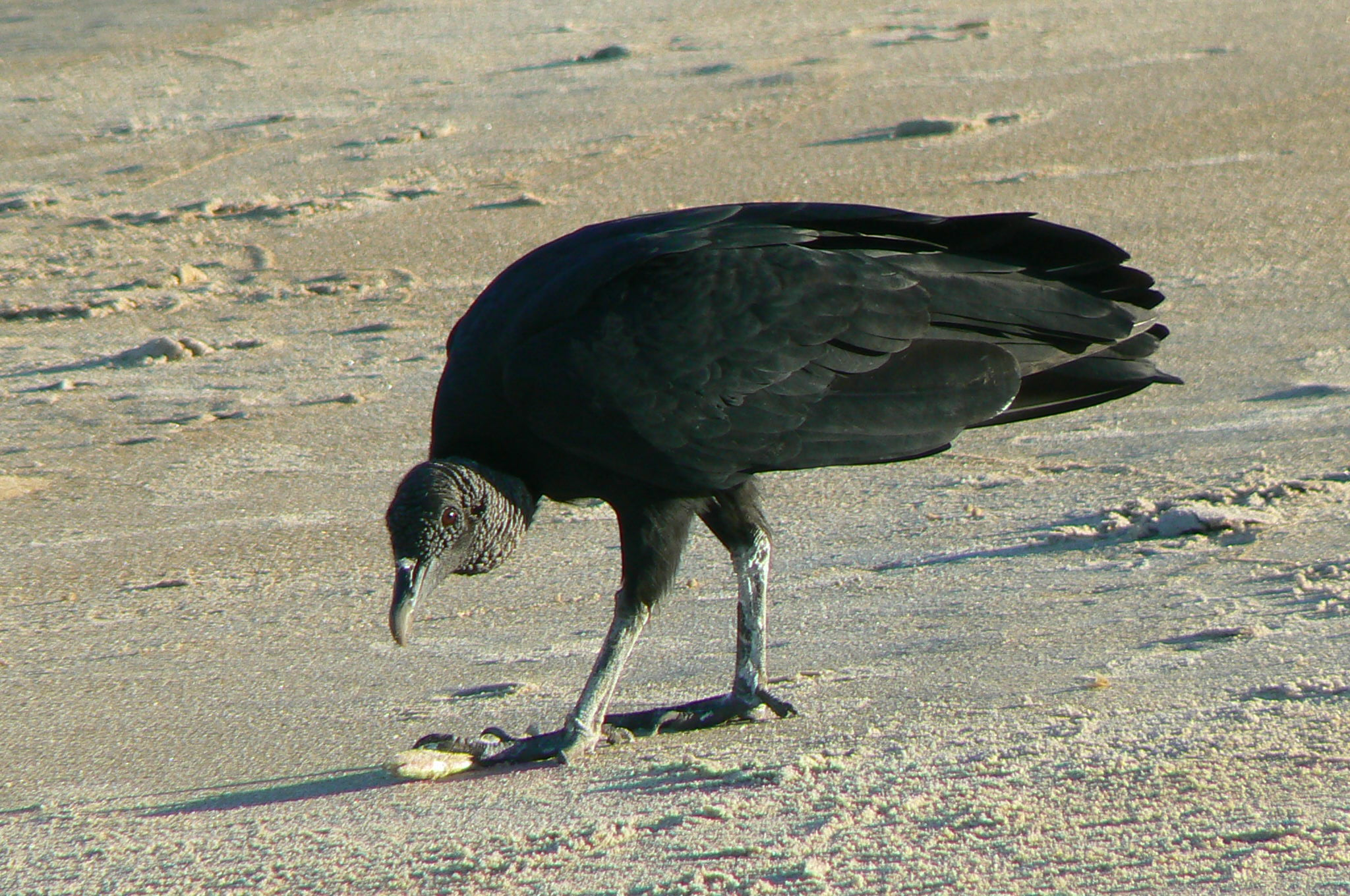
... és megtalálható Brazíliában is

- Coragyps atratus atratus Bechstein, 1793 – észak-amerikai hollókeselyű; az alfajt először 1793-ban, Johann Matthäus Bechstein német természettudós írta le, illetve nevezte meg. Ez az észak-amerikai elterjedésű állomány lett a faj törzsalfaja. Méretben majdnem azonos a C. a. foetens-szel, azonban a tollai nem annyira sötétek. Az előfordulási területe az USA-beli északon New Jerseytől és Pennsylvaniától délfelé az USA déli részéig, azaz Texasig, valamint Észak-Mexikóig tart.[27]
- Coragyps atratus brasiliensis Bonaparte, 1850 – dél-amerikai hollókeselyű; ezt az alfajt először 1850-ben, Charles Lucien Jules Laurent Bonaparte francia természettudós írta le, illetve nevezte meg. Kisebb, mint a másik két alfaj. A szárnya alatti foltozások világosabbak, mint a C. a. atratusé és a C. a. foetensé.[28] Közép-Amerikában és Dél-Amerika északi felén honos. A legdélnyugatibb elterjedése Peru tengerpartján van, míg a legkeletibb előfordulása Bolívia alföldjein található meg. Elterjedésének északi részeit nyugaton a Sonora-sivatag és keleten a mexikói San Luis Potosí nevű állam képezik. A magasabban fekvő helyeken is megél.[28]

- Coragyps atratus foetens Lichtenstein, 1817 – andoki hollókeselyű. Nagyjából ugyanakkora, mint a C. a. atratus.[28] A szárnya alatti mintázatok kisebbek és sötétebbek, mint a többi alfajé. Az Andok hegységei között él, északon Ecuadortól délre Perun keresztül, egészen Észak-Bolíviáig, Paraguayig, Uruguayig és Chile alacsonyabban fekvő részéig.[28]

## Megjelenése

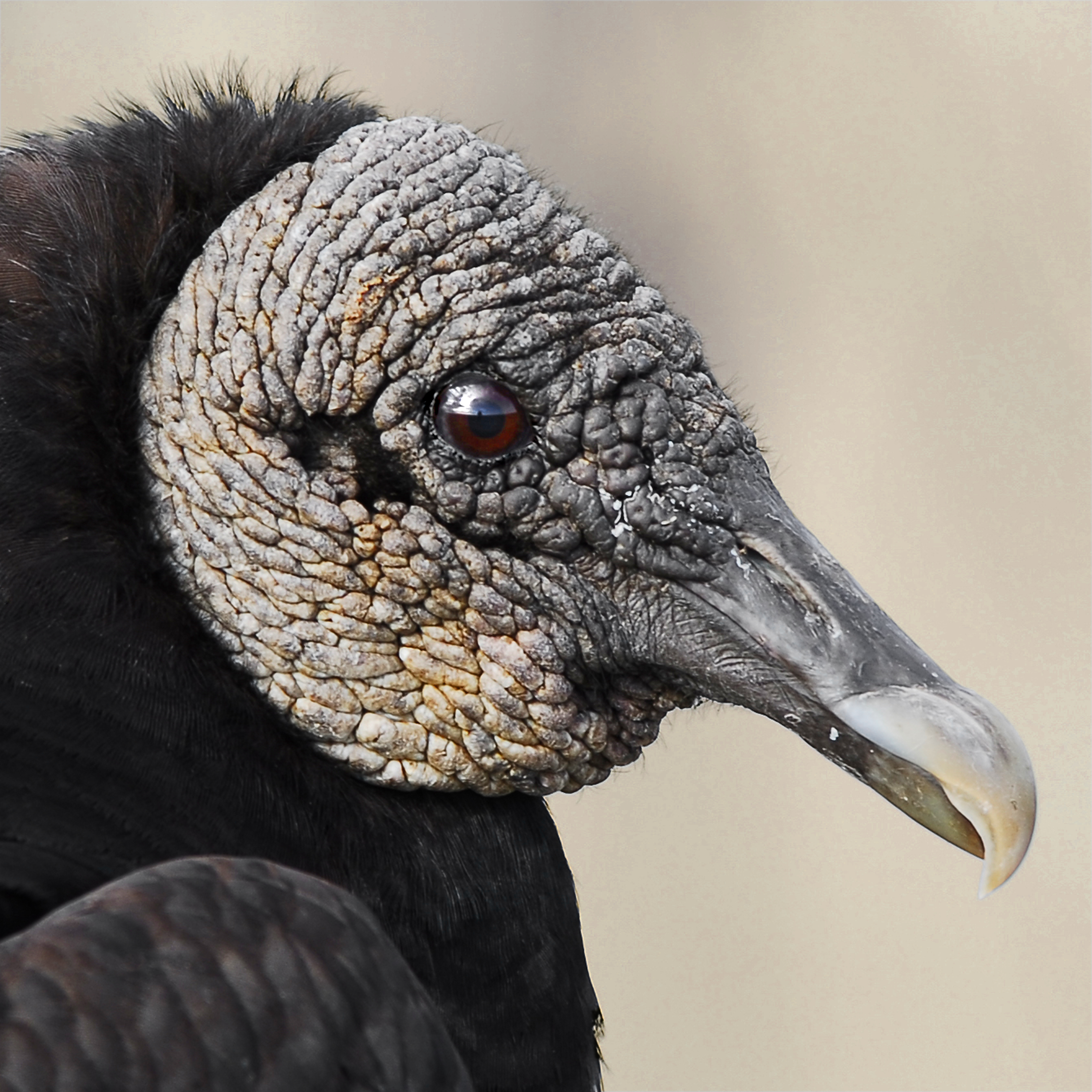
Hollókeselyű portré

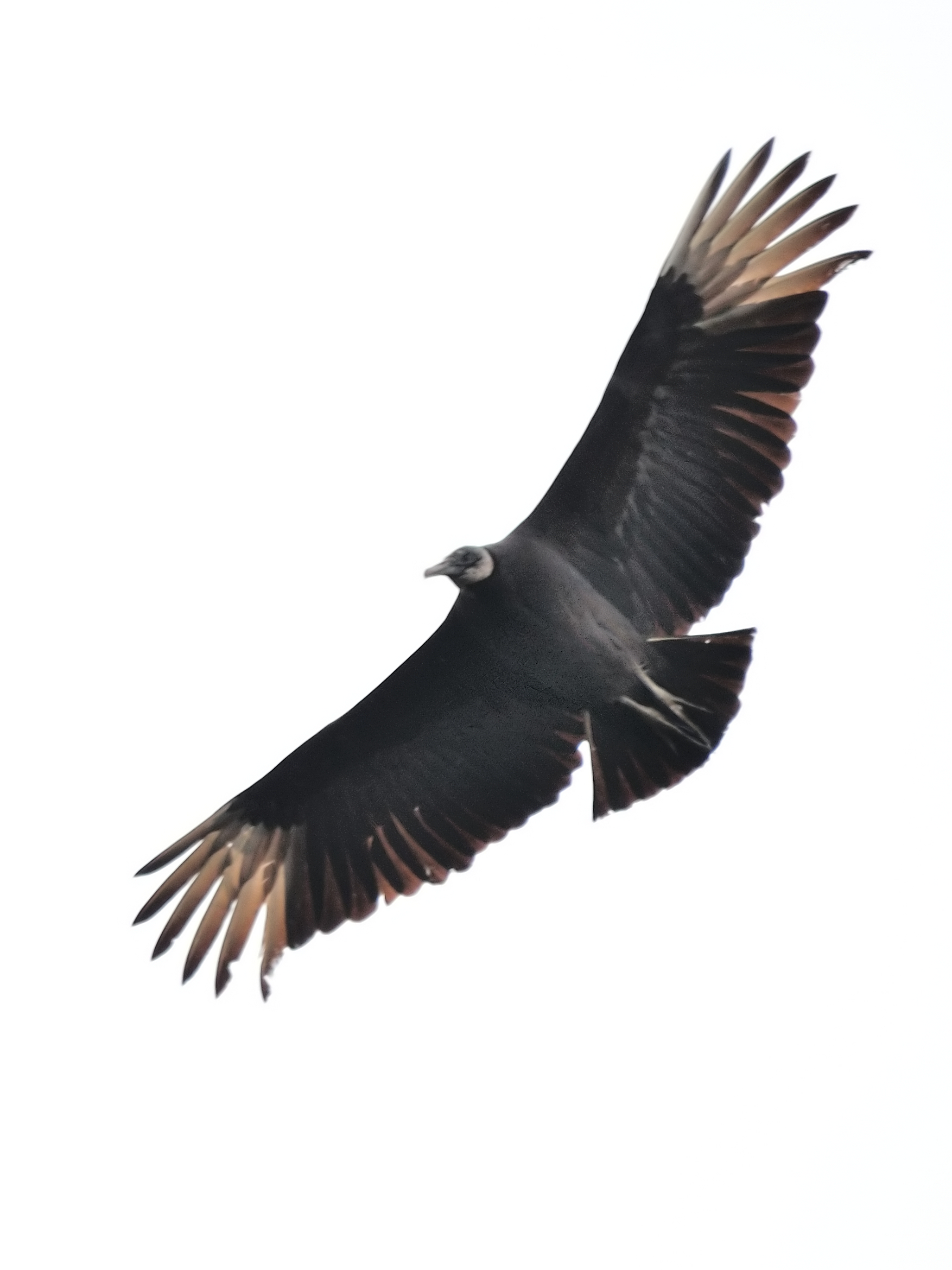
Repülés közben jól látszanak a szárnyai alsó felén levő világos foltok

Habár a családján belül a kisebb fajokhoz tartozik, mint ragadozó madár meglehetősen nagytestű. Átlagos hossza 56–74 centiméter közötti, míg szárnyfesztávolsága általában 150 centiméter, de 133–167 cm között változik. Az észak-amerikai és az andoki példányok átlagos testtömege 1600–2750 gramm, míg a kisebb trópusi, dél-amerikaié, mely az alföldeken él, csak 1180–1940 gramm. A Texasban lemért 50 hollókeselyűnek az átlagos testtömege 2150 gramm volt, míg Venezuelában 119 madáré 1640 gramm. A kinyújtott szárnycsontja 38,6–45 centiméter, a farokcsontja 16–21 centiméter és a lábfejcsontja 7–8,5 centiméter - eléggé hosszú egy ilyen madárnál. Tollruhája teljesen fekete, napsütésben fényes. Feje és nyaka teljesen csupasz; e testrészeket sötétszürke, ráncos bőr borítja. A szivárványhártyája (iris) barna színű. A felső szemhéján egy, részleges szempilla sor ül, míg az alsón kettő. A lábai szürkésfehérek. A két előre néző lábujja hosszú; tövüket kis hártya köti össze. Lábfejei lapítottak és gyengék, fogásra nemigen alkalmasak. A karmai sem alkalmasak fogásra, mivel nagyon tompák, kopottak.
Az orrlyukak között nincs orrsövény (septum nasi), emiatt oldalról át lehet látni a madár csőrén. Szárnyai szélesek, azonban rövidek. Az elsődleges tollak töve fehér, emiatt röptében a keselyű szárnyainak alulsó részei világosan mintázottak. A faroktollai rövidek és négyzetalakot vesznek fel, ritkán érnek túl a nyugalmi állapotban levő szárnytollakon. Bergmann törvénye szerint, ha egy faj – mi esetünkben a hollókeselyű – nagy és változatos elterjedési területtel rendelkezik, akkor a hidegebb élőhelyeken élő alfajok nagyobbak, mint a melegebb éghajlaton élők. Ugyanez a szárnyak alatti világos foltokra is érvényes. Mivel ennél az újvilági keselyűfélénél a különböző alfajok előfordulási területei nagyjából érintkeznek egymással, vannak, akik elvetik az alfajok létezését a hollókeselyűn belül.
2005-ben, az ecuadori Piñas kantonban leucisztikus, azaz részben fehér színű Coragyps atratus brasiliensis alfajt észleltek. A megfigyelt példány tollazatának nagy része fehér volt, kivéve a lábfejeit, a farktollait és egyes szárnytollakat, melyek feketék maradtak. Ez az egyed nem volt albínó, mivel bőrének színe megfelelően sötét volt. Ez a C. a. brasiliensis, körülbelül 20 másik, átlagos színű példány társaságában tartózkodott.

## Életmódja

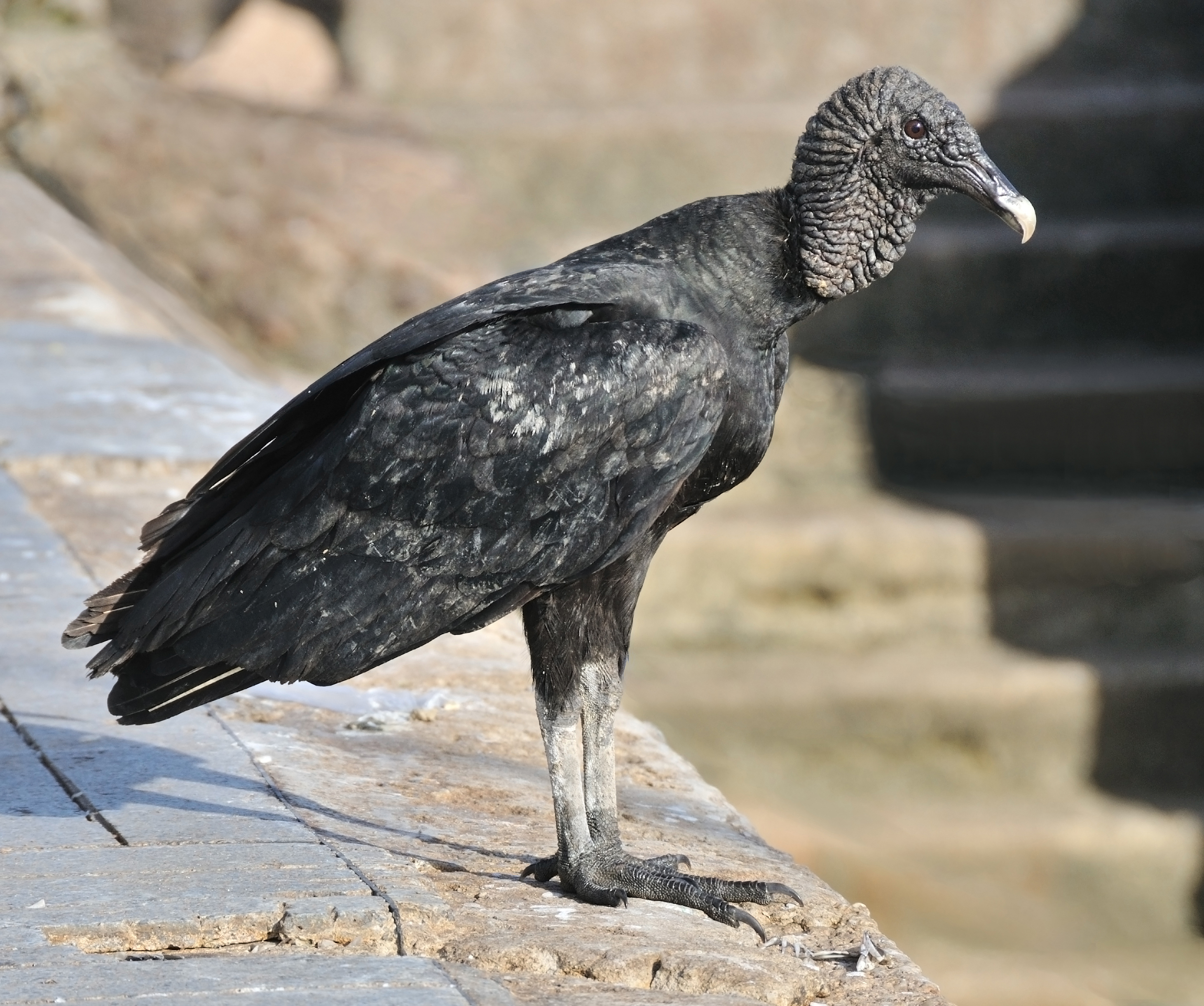
A lábai fehéresek a húgysavréteg miatt

Repülése nagyjából vitorlázó. Amikor táplálékot keres, vízszintesen széttárt szárnyakkal a magasban siklik. Repülés közben rövideket ver a szárnyaival, azután pedig rövid időre vitorlázik. Mivel többet ver, mint közeli rokonai – például a pulykakeselyű –, a hollókeselyű röpte nem annyira energiagazdaságos. Ehhez a rövidebb, tehát kisebb felületű szárnya is hozzájárul. Amikor egy jót lakmározott, akkor túl nehéz lesz a repüléshez, ha ilyenkor veszélyben érzi magát, akkor visszaöklendezi a fölös táplálékot, hogy megint repülhessen. Mint minden újvilági keselyűféle, a hollókeselyű is gyakorolja az úgynevezett urohidrózist, mely a párolgás hűtő hatását kihasználva lábukra ürítés útján hűtik testüket. E tevékenység miatt a madár lába gyakran fehér színű, mivel rajta húgysavréteg képződik. Mivel hiányzik az alsó gégefője, csak sziszegő- vagy mély torokhangot hallat. Általában csendben ül, kivéve, amikor táplálkozik vagy izgatott. A hollókeselyű több rokonától eltérően csapatokban repül, illetve pihen. Ott ahol az élőhelyeik fedik egymást, a hollókeselyűk gyakran a Cathartes-fajokkal társulnak, együtt pihenve a kiszáradt fákon. Viszont amikor táplálékról van szó, a csapatban járó hollókeselyűk elkergethetik a dögtől az általában magányos pulykakeselyűt.
Amint a pulykakeselyűt, a hollókeselyűt is meg lehet figyelni széttárt szárnyakkal álló helyzetben is. A széttárt szárnytartásnak több funkciója is lehet, mint például: a szárnyak szárítása, a test felmelegítése – a Nap által – , valamint a baktériumok „megsütése”. Ilyen módon viselkednek a többi újvilági keselyűk, az óvilági keselyűfajok és a gólyafélék is.

### Táplálkozása

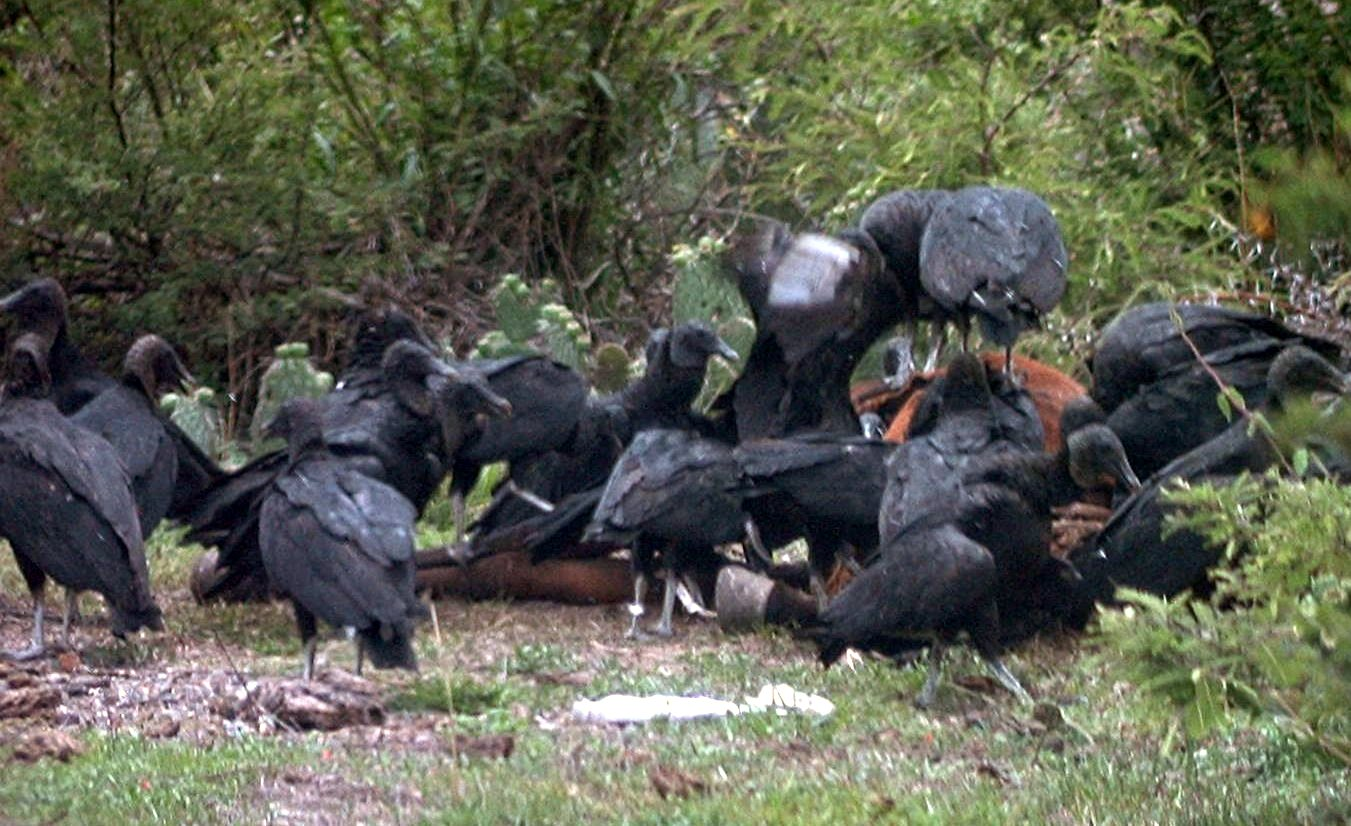
Lótetemből lakmározó hollókeselyűk

A hollókeselyű a vadonban főleg dögökkel táplálkozik. Az emberi települések mellett a szeméttelepeket is felkeresi. Ezeken kívül tojásokat, fiókákat, frissen kikelt tengeri teknősöket (Chelonioidea), újszülött emlősöket és nagyon sebesült állatokat zsákmányol. Néha bomló növényi eredetű táplálékot is fogyaszt. Mint minden dögevő madár és emlős, ez a keselyűfaj is létfontos az élőhelyének egészségben tartásában, mivel a dögöket elfogyasztva meggátolja a betegségek terjedését. Táplálékát vagy a látása segítségével, vagy pedig a Cathartes-fajok követésével találja meg. A Cathartes-fajok közé tartozó pulykakeselyűk, kis sárgafejű keselyűk és nagy sárgafejű keselyűk (Cathartes melambrotus) a szaglásuk segítségével keresik táplálékukat - a szaglóképesség a madarak körében igen ritka tulajdonság. A Cathartes-fajok a talajhoz közel repülve megérzik a szétbomló dögökből áradó etil-merkaptán gáz szagát. E tulajdonságnak köszönhetően a hollókeselyű eme rokonai a fák lombozata alatt is rátalálnak az elpusztult állatokra. A királykeselyű (Sarcoramphus papa) és a szóban forgó újvilági keselyűfaj gyakran a Cathartes-fajokat követve töltik idejük nagy részét. E két madárnak nincs, vagy gyenge a szaglóképessége. Habár a pulykakeselyű valamivel nagyobb a hollókeselyűnél, az utóbbi agresszívabb habitusa miatt elkergetheti a dögök megtalálóját.
Ritkán vadászik is, ilyenkor főleg nagyobb emlősök, mint például szarvasmarha (Bos primigenius) és szarvasfélék (Cervidae) gyengébb egyedeivel táplálkozik. Ez az egyetlen újvilági keselyű, mely aktívan zaklatja az ember haszonállatait. Például amikor megellik a szarvasmarha, ez a keselyű az újszülött borjúra támadhat. Életének első heteiben a borjú – talán kíváncsiságból – magához engedi a keselyűket. Ha az anyaállat nincs a közelben, akkor a hollókeselyűk csapatosan rászállnak a borjúra, csípve annak szemeit, orrát és nyelvét. Ezek után a borjú sokkot kaphat és a rá támadó dögevők így el tudják ejteni.
A kutatók néha megfigyelték, amint ez a madár a pihenő vízidisznó (Hydrochoerus hydrochaeris) szőrzetéből a kullancsokat (Ixodidae) szedte ki.

## Szaporodása

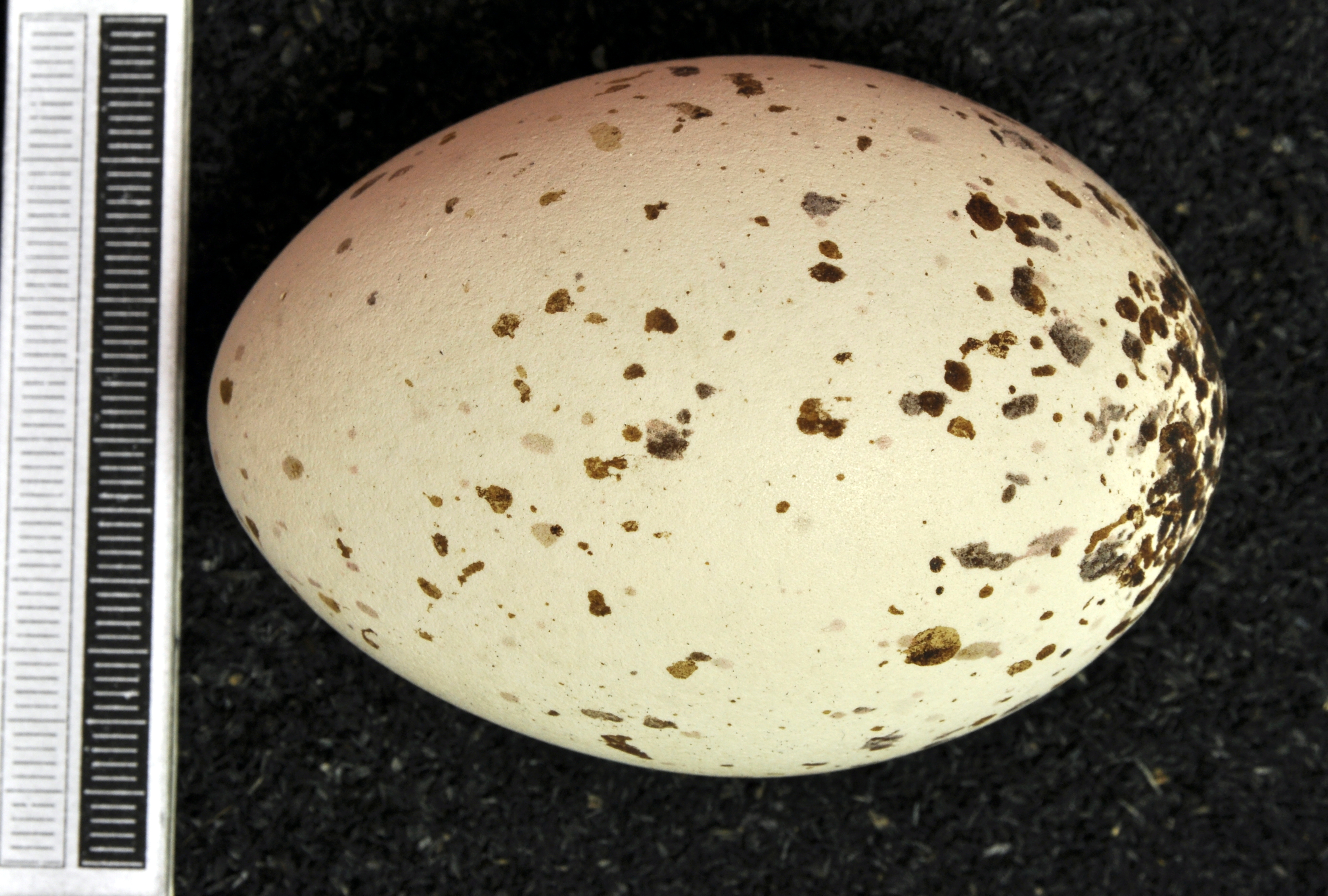
Tojása

A különböző hollókeselyű állományok szaporodási időszaka a szélességi körtől függően változó. Az USA-ban, a floridai madarak kora januárban kezdenek költeni, míg az északibb Ohio államban ez csak márciusban következik be. Dél-Amerikában az argentínai és chilei példányok szeptember elején kezdik lerakni tojásaikat. Ugyanennek a kontinensnek az északibb egyedei megvárják az októbert. A Trinidadon élő hollókeselyűk ennél később, általában novemberben raknak fészket. Ecuadorban a fészkelés februárban van. A párválasztás a talajon történik meg. Ezt egy udvarlási szertartás előz meg, melyben több hím egy tojó köré gyűlve félig felemelt szárnyakkal körbejárják. Ezalatt a fejüket ide-oda mozgatják és felegyenesednek. Az új pár megerősítéséhez a madarak a kiválasztott fészkelőhely fölött, páros repülésbe kezdenek. Ennek keretében zuhanórepülést végeznek vagy egymást kergetik.

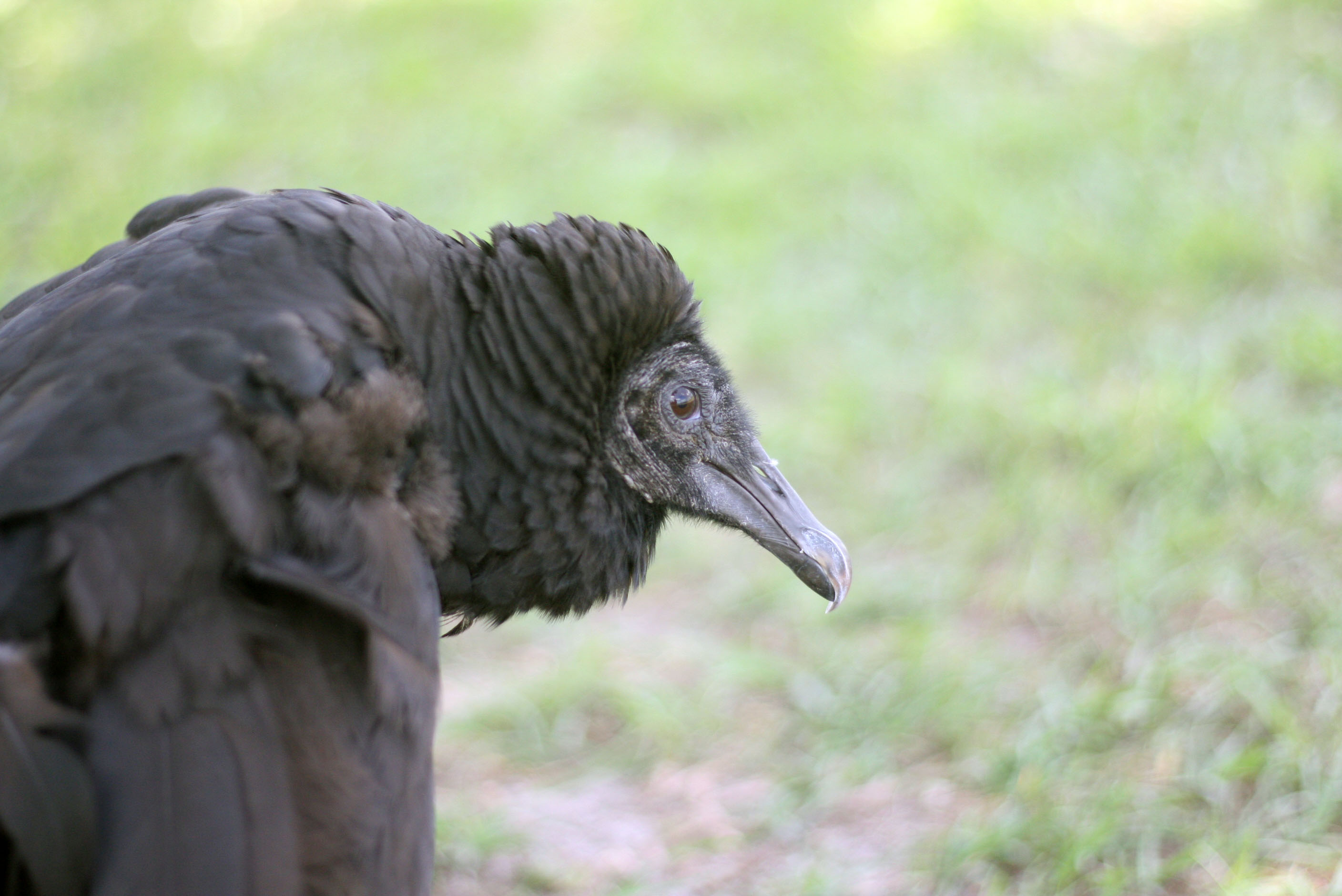
Fiatal példány

A tojásait főleg erdős területekre rakja le, általában faodvakba vagy egyéb kiemelkedésekre. A fészekalj a legtöbbször 3 méteres magasságban van. Habár nem épít igazi fészket, a fészek körüli térséget kidíszíti színes műanyag-, üveg- vagy fémdarabkákkal, mint például üvegdugókkal. Az átlagos fészekalj 2 tojásból áll, de lehet 1 vagy 3 is. A tojás ovális alakú, 7,56 centiméter hosszú és 5,09 centiméter átmérőjű. A sima felületű tojáshéj lehet: szürkés-zöld, kékes vagy fehéres, melyen változó elrendeződésben levendulakék foltok és pettyek láthatók; a tojás vastagabb végén halvány barna foltozás van. Mindkét szülő kotlik a tojásokon. A fiókák körülbelül 28–41 nap után kelnek ki. Kikelés után a fiókákat fehér pehely fedi. A fiókákat mindkét szülő eteti és gondozza. A fiókák két hónap után hagyják el a fészket, de csak 75–80 naposan válnak röpképessé. A tojásokat és a fiókákat mosómedvék, ormányosmedvék és rókák zsákmányolhatják. A felnőtt madárnak az agresszív mivolta és mérete miatt nemigen van közönséges ellensége, viszont néhány sasfaj, köztük a díszes vitézsas (Spizaetus ornatus) megölhetik a szóban forgó újvilági keselyűt; sőt ez utóbbi vágómadárfaj étrendjén eseti jelleggel szerepel a hollókeselyű.

## A hollókeselyű és az ember

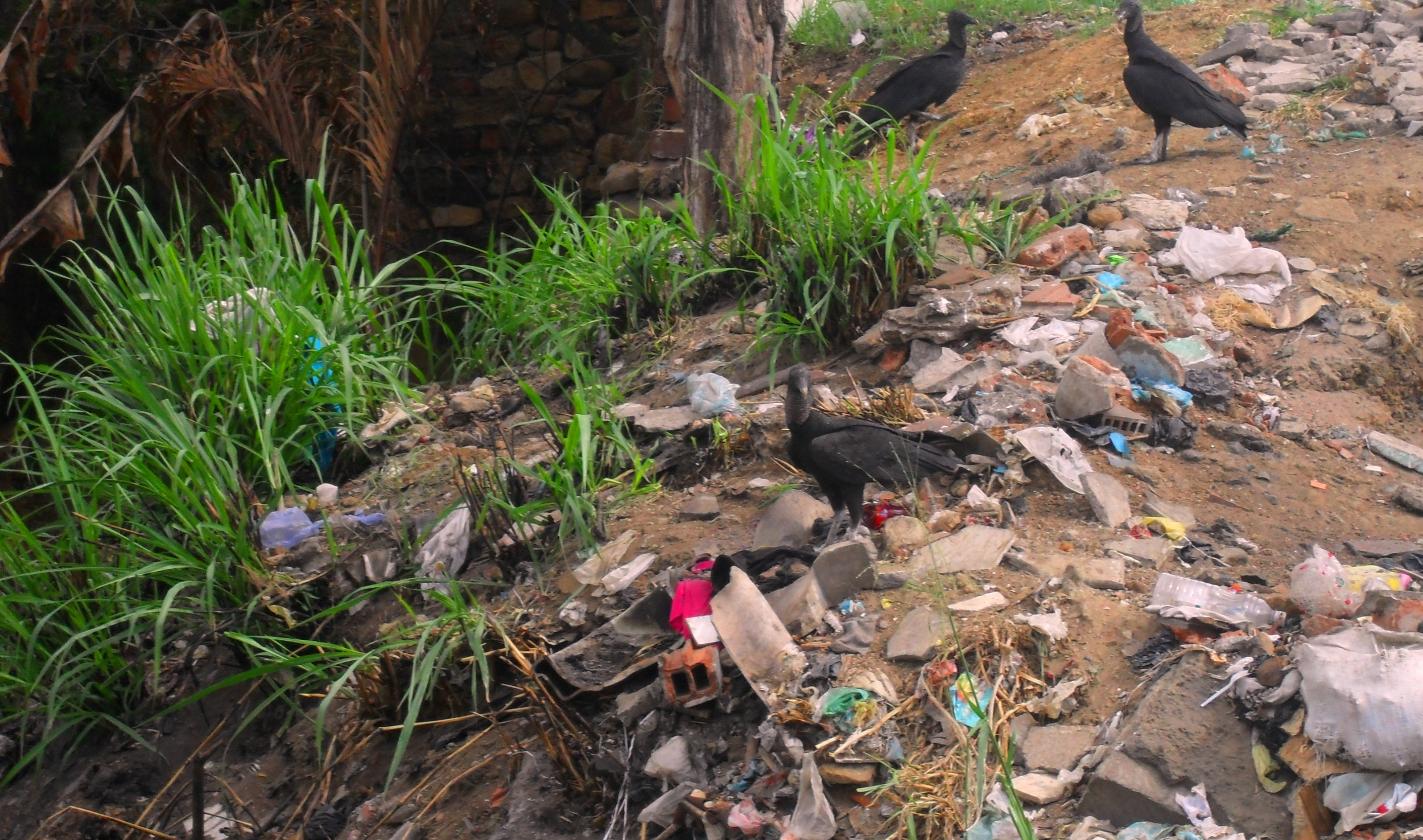
Szeméttelepen guberáló hollókeselyűk

Mivel ez a keselyű időnként rátámad az újszülött borjakra, a szarvasmarha-tenyésztők nem nézik jó szemmel a farmjaik közelében. A hollókeselyű és más madarak ürüléke túl nagy adagban elpusztítja a fákat és más növényeket. A madár a légi forgalom számára is veszélyt jelent, főleg amikor a szeméttelepek közelében repülőterek vannak, mint amilyen például a brazíliai Rio de Janeiro-Galeão nemzetközi repülőtér. A szeméttelepeken e madarak nagyobb számban gyűlnek össze, tehát nagyobb az esélye a repülőknek velük összeütközni.

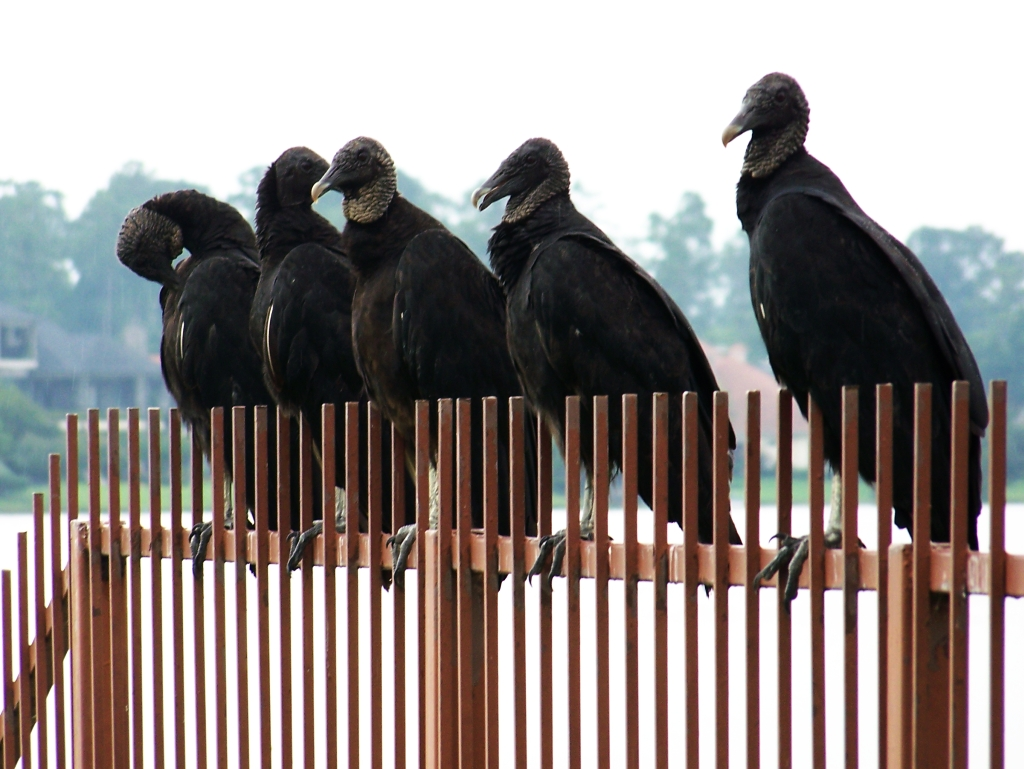
Az ember alkotta kerítés is jó megfigyelőhely

Az 1918-ban az Amerikai Egyesült Államokban létrehozott vándormadarakról szóló szerződés (Migratory Bird Treaty Act of 1918) szerint ez a madárfaj védelmet élvez és csak akkor tartható fogságban, ha megsebesült, vagy már nem tud alkalmazkodni a vadonhoz. Kanada (Convention for the Protection of Migratory Birds in Canada) és Mexikó (Convention for the Protection of Migratory Birds and Game Mammals in Mexico) átvették ezt a védelemről szóló szerződést és beiktatták a saját állatvédelmi törvényeikbe. Az USA-ban törvénytelen befogni, megölni vagy tartani hollókeselyűt. A törvényszegők 15 ezer amerikai dolláros bírságot kell kifizessenek, továbbá 6 hónapos börtön is jár. A Természetvédelmi Világszövetség (IUCN) nem fenyegetett fajként tartja nyilván. Az előfordulási területe nagy és az állományok stabilak; a felmérések szerint az elkövetkezendő 10 évben, azaz a hollókeselyű szinten három nemzedéken keresztül, nem fog az állomány 30%-kal csökkenni, vagyis nem éri el a mérsékelten fenyegetett faj státuszt.
Nagy térigénye miatt állatkertekben nem könnyű tartani. A Berlini Állatkertben, azonban megtalálható, hiszen az Alfred Brehm Ház mesterséges sziklafalához monumentális méretű keselyűröpdét építettek. Itt számos más keselyűfaj mellett a hollókeselyű (Coragyps atratus) is megtekinthető.
A hollókeselyű számos maja kódexben és írásban szerepel. Általában a halállal vagy ragadozó madári mivoltával társítják. A keselyű hieroglifát gyakran az emberre támadva ábrázolják. Ennek a keselyűnek, a királykeselyűtől eltérően nincsen vallási kapcsolata. Habár egyes hieroglifákon tényleg látszanak a hollókeselyű nagy, nyitott orrlyukai, melyeken keresztül a csőrön át lehet látni; más ábrázolásokon meglehet, hogy valójában királykeselyű van, de nem rajzolták a fejére a rá jellemző dudort és lefestették feketére.
Két ország postabélyegére került fel: 1990-ben Guyanában és 1994-ben Nicaraguában.

## Fordítás
- Ez a szócikk részben vagy egészben  a   Black vulture című angol Wikipédia-szócikk ezen változatának fordításán alapul.  Az eredeti cikk szerkesztőit annak laptörténete sorolja fel. Ez a jelzés csupán a megfogalmazás eredetét és a szerzői jogokat jelzi, nem szolgál a cikkben szereplő információk forrásmegjelöléseként.